# Günter Johl

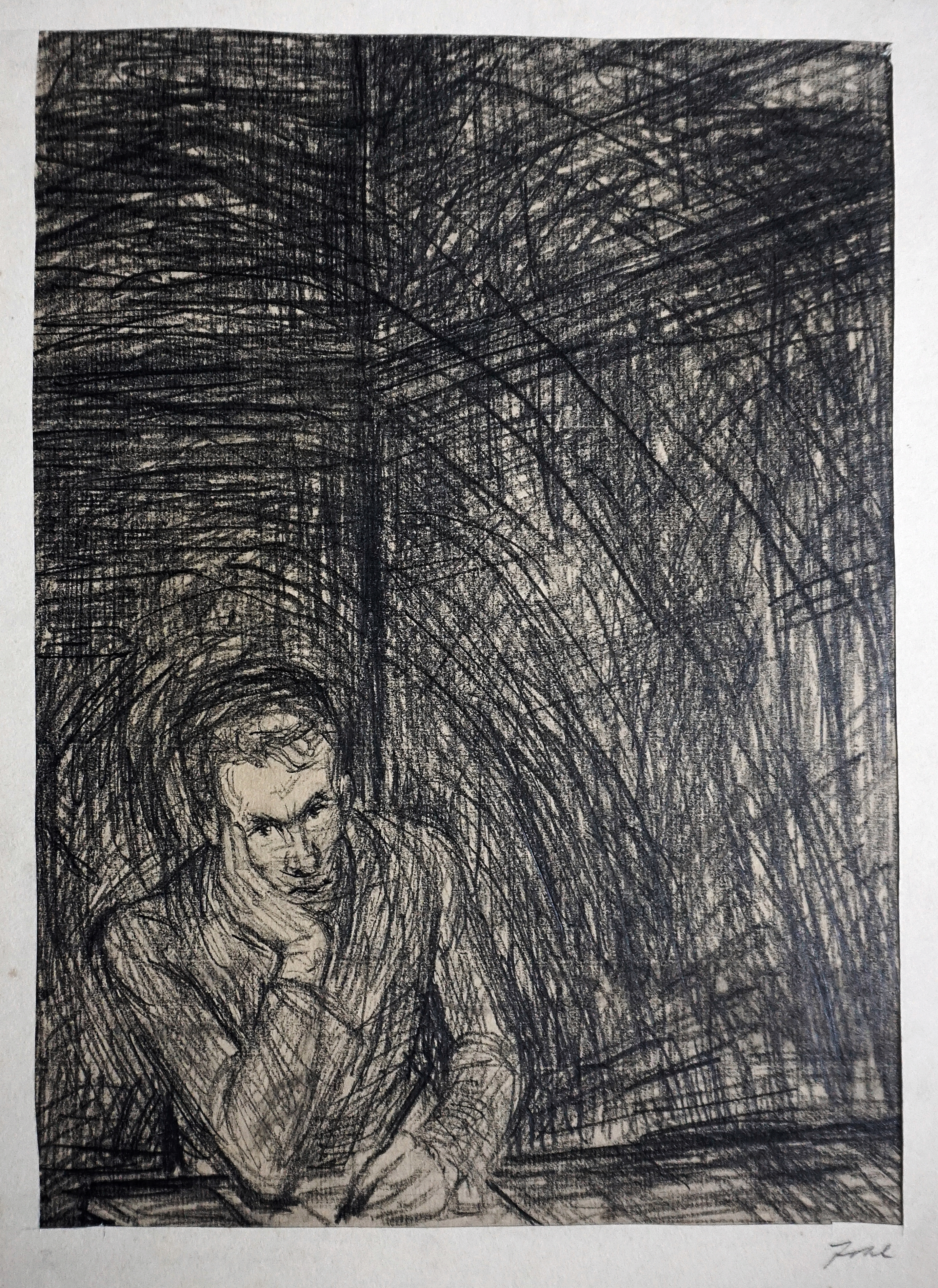
Günter Johl, Selbstporträt, signiert unten rechts, vor 1965

Günter Johl (* 27. Mai 1908 in Potsdam; † 25. November 1965 in Berlin) war ein deutscher Maler und Grafiker, der der sogenannten verschollenen Generation zuzuordnen ist.

## Leben und Werk
Günter Johl wurde am 27. Mai 1908 in Potsdam geboren. In den Jahren zwischen 1927 und 1936 absolvierte er eine Lehre als Schriftmaler bei seinem Vater, der selbständiger Leiter eines Werbeateliers war, lernte Zeichnen, Entwerfen und Illustrieren in den Abend- und Tagkursen der Kunstgewerbeschule Berlin-Charlottenburg und studierte schließlich an den Vereinigten Staatsschulen für freie und angewandte Kunst Grafik, Schrift und Malerei. Großen Einfluss auf den Studenten hatte sein Lehrer, der bedeutende Illustrator Hans Meid. Mit schnellem Strich und einem gewissen Hang zur Überzeichnung fing Johl in seinen frühen Arbeiten das Umfeld und die Menschen seiner Zeit ein.
Nach der Machtergreifung der Nationalsozialisten wurden bis 1936 alle jüdischen und regimekritischen Lehrkräfte aus den Vereinigten Staatsschulen für freie und angewandte Kunst entfernt. Auch Günter Johls Studium endete wegen seiner Ablehnung der nazistischen Kunstpolitik abrupt. Er begann nun, unter der geschäftlichen Leitung seines Vaters mit Aufträgen für Werbemessen – unter anderem für die „Grüne Woche“ in Berlin – sein Geld zu verdienen, war als Pressezeichner für verschiedene Lokalblätter tätig und illustrierte für den Grote Verlag den Roman „Das Mädchen von Utrecht“ von Otto Brües. Eine weitere Zäsur in seinem Schaffen bildete dann – wie bei so vielen Künstlern der verschollenen Generation – der Zweite Weltkrieg. Am 7. September 1939 hatte Günter Johl die Pianistin Ursula Hacker geheiratet, kurz darauf wurde er von der Wehrmacht eingezogen. Als Soldat war er hauptsächlich in Straßburg stationiert, wo er sich mit einigen aquarellierten Stadtansichten an Kunstausstellungen beteiligte und für die dortigen Tageszeitungen Zeichnungen für den Theater- und Konzertteil anfertigte. 1943 kam seine Tochter Amadee auf die Welt. 1945 kurz vor Kriegsende zog die Familie nach Stendal um.

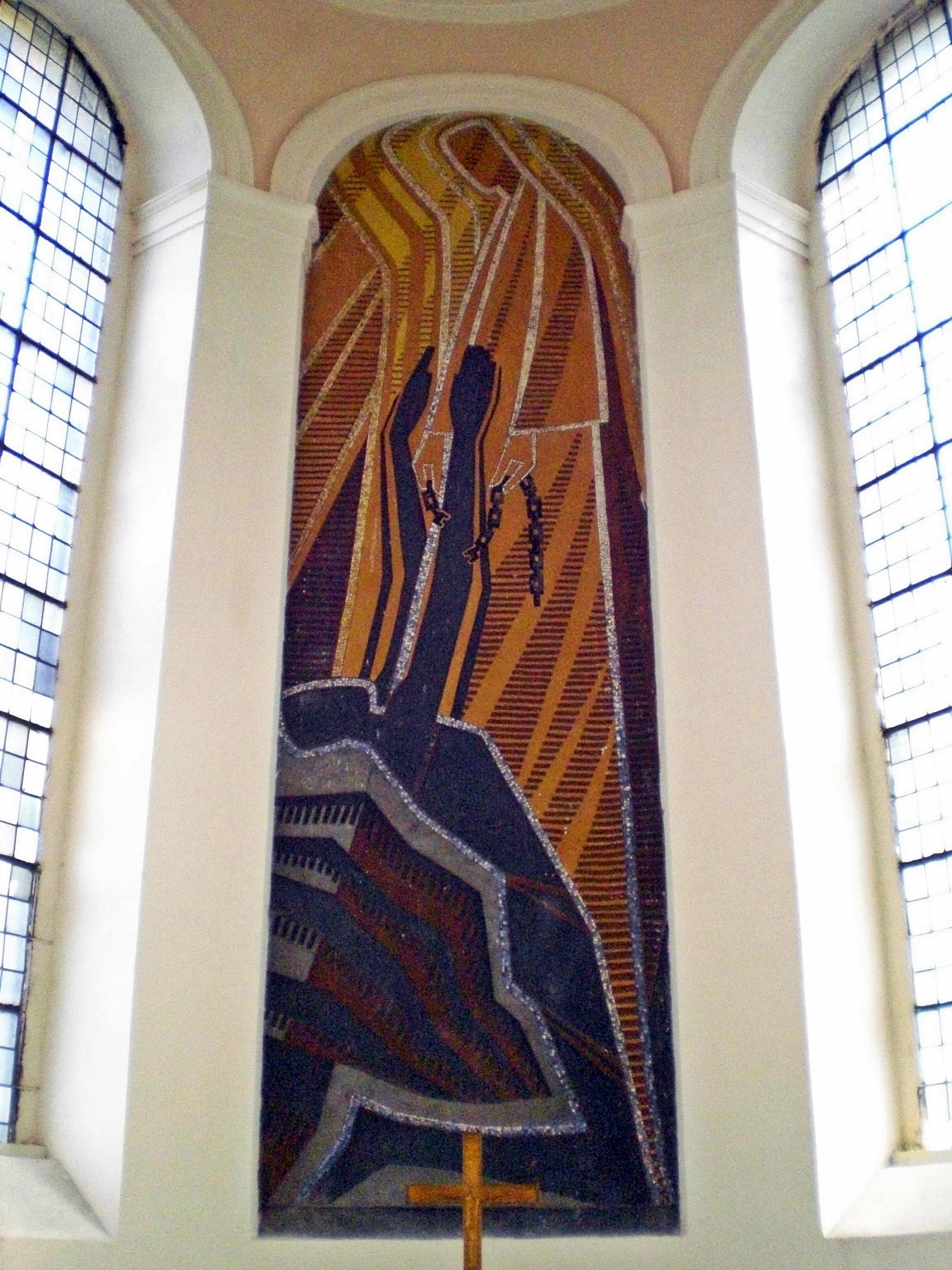
Sgraffito „Durchbrecher aller Bande“ (1954) in St. Nicolai in Magdeburg

In Stendal – inmitten der sowjetischen Besatzungszone – ließ er sich als freischaffender Künstler nieder, setzte wie so viele andere auf die Stunde Null, beteiligte sich an diversen Ausstellungen, unterrichtete als Dozent für Kunst an der Volkshochschule und gründete 1953 eine Lehrwerkstatt für Weberei, Applikation und Mosaik. War er im Dritten Reich mit der nazistischen Kunstpolitik in Konflikt geraten, so kollidierte er in der jungen DDR zunehmend mit dem von den sozialistischen Funktionären auferlegten Realismus sowjetischer Prägung. Sein anfängliches Bemühen, sich der staatlichen Kunstauffassung anzupassen, gab er spätestens 1954 endgültig auf, als er in der Kirche einen mehr oder weniger unabhängigen Auftraggeber und eine künstlerische Nische für sich fand. Der „Durchbrecher aller Bande“, ein monumentales Sgraffito, das er für die im Krieg stark zerstörte Schinkelkirche St. Nicolai in Magdeburg geschaffen hatte, verhalf ihm in Kirchenkreisen endgültig zum künstlerischen Durchbruch, so dass er durch den Kunstdienst der evangelischen Kirche in der Folgezeit mit diversen größeren und kleineren Aufträgen versorgt wurde. Abseits des Brennpunktes der offiziellen Kunst- und Kulturpolitik entwarf er zahlreiche Kirchenfenster und fertigte in eigener Werkstatt sakrale Bildteppiche, Altar- und Kanzelbehänge an, die ihren Weg bis nach Westfalen und ins Münsterland fanden und in denen er eine expressiv flächige und gleichzeitig linear-dynamische, an Marc Chagall und Georges Braque erinnernde Abstraktion verfolgte und die Aussagen christlicher Bildthemen in „vieldeutiger Eindeutigkeit und eindeutiger Vieldeutigkeit“ der aktuellen gesellschaftlichen und politischen Situation kritisch gegenüberzustellen wusste. Die Arbeit für die Kirche brachte allerdings den Nachteil mit sich, dass seine Werke direkt aus der Werkstatt in die Sakralräume wanderten und dort dann ausnahmslos der Verkündigung der christlichen Heilslehre dienten. Der Name und die Person des Künstlers blieben dabei zumeist unbenannt und unbekannt.
Die sich immer mehr schließende innerdeutsche Grenze, die dadurch schwieriger werdende Auftragslage und die „eingrenzende Ausgrenzung“ von Andersdenkenden in der DDR ließen die Familie Johl schließlich zu einem folgenschweren Entschluss kommen. Am 17. August 1961, kurz nach dem Mauerbau, floh Günter Johl mit falschen Papieren aus der DDR nach West-Berlin. Seine Tochter war bereits einige Tage zuvor über die noch offene Grenze in den Westen gereist. Seiner Frau gelang die Flucht nicht. Sie kam in Haft, aus der sie erst nach anderthalb Jahren wieder entlassen wurde.

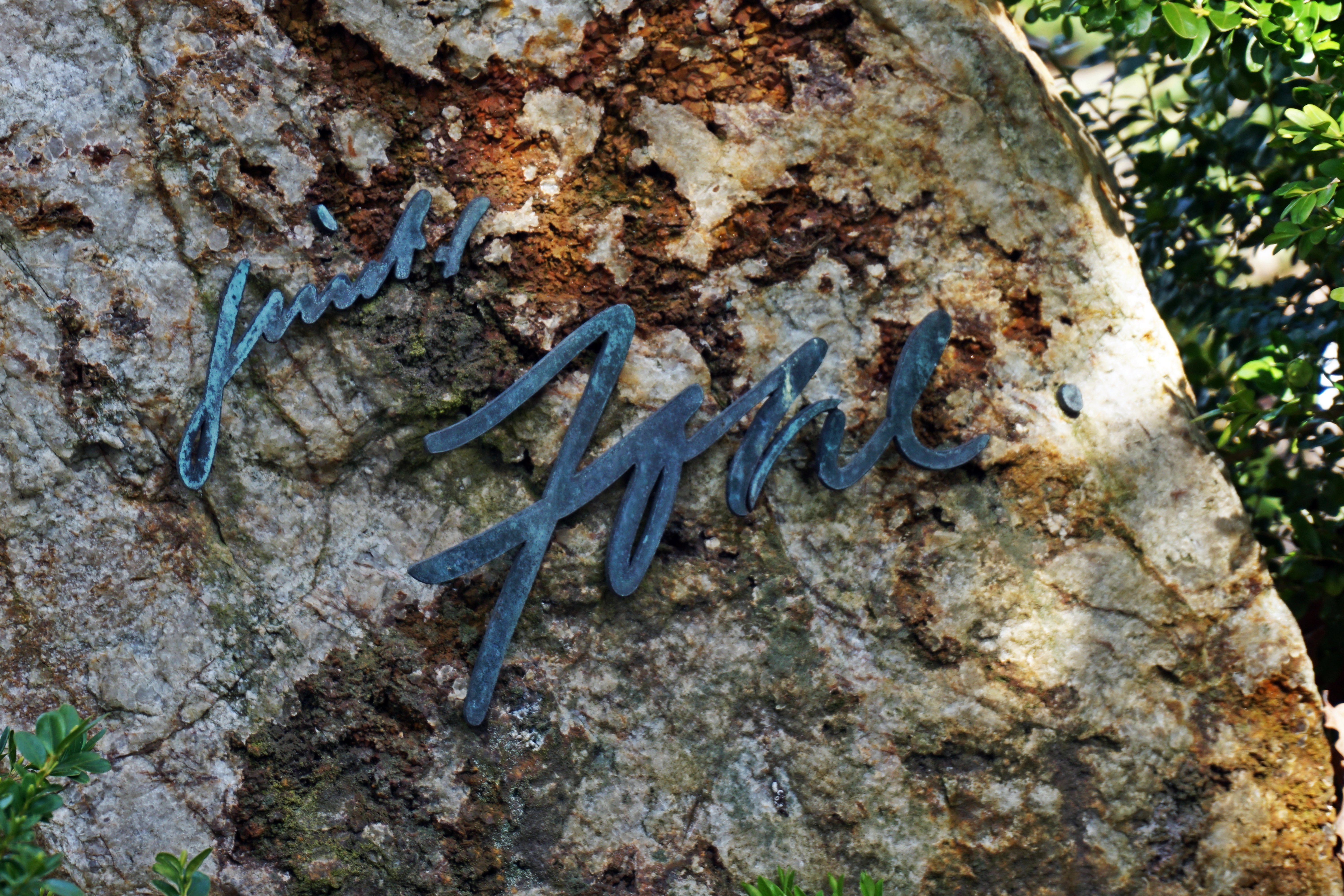
Grabmal von Günter Johl auf dem Alten Friedhof Wannsee in Berlin

Die dramatischen und traumatisierenden Ereignisse der Flucht vom Osten in den Westen, die den zeitweisen Verlust seiner Frau zur Folge hatten, waren die tiefgreifendste Zäsur in Günter Johls Leben. Am Ende war er ein gebrochener, verzweifelter und kranker Mann. Zusammen mit seiner Tochter wohnte er in reichlich beengten Verhältnissen bei seiner Mutter in Berlin-Charlottenburg, kämpfte um die Freilassung seiner Frau und arbeitete als Fachlehrer für Schrift und Schaufensterdekoration sowie als Leiter von Werkkursen in Jugendfreizeitheimen. Der 1962 für die evangelisch-methodistische Christus-Kirche in Berlin-Kreuzberg entworfene monumentale Altarteppich mit dem Heilandsruf (Mt. 11,25 ff.) ist die einzige neue Auftragsarbeit aus dieser Zeit, die er noch eigenhändig ausführen konnte. 1964 durfte seine Frau infolge einer Invalidisierung zwar nach West-Berlin ausreisen, aber nur ein Jahr später, am 25. November 1965, erlag Günter Johl im Alter von 57 Jahren einem Krebsleiden. Sein Grab befindet sich auf dem Alten Friedhof Wannsee an der Friedenstraße in Berlin.

## Kunstgeschichtliche Einordnung
Die Biographie Günter Johls offenbart die Not vieler DDR-Künstler seiner Generation: Durch den Nationalsozialismus und den Krieg aus der künstlerischen Entwicklung gerissen, in der jungen DDR am Dogma des Realismus gescheitert, von offiziellen Aufträgen ausgeschlossen und in die Isolation und Anonymität der sakralen Kunst abgedrängt, kehrte er seiner ostdeutschen Heimat den Rücken, nur um in der nach westlichen Idealen vorwärtsstrebenden Bundesrepublik zu erkennen, dass er auch dort keinen wirklichen Anschluss an die Kunstentwicklung fand. Im Fall Günter Johls kam darüber hinaus noch seine private Tragödie rund um die Flucht aus der DDR hinzu, die letzten Endes seinen Lebensmut zerstörte. Dennoch hinterließ er der Nachwelt ein ausgesprochen vielseitiges, gattungsübergreifendes, wenn auch kaum mehr mit seinem Namen verknüpftes Œuvre und wurde somit zu einem typischen Vertreter der verschollenen Generation, deren Bedeutung erst jetzt nach und nach ins kunstgeschichtliche Bewusstsein rückt.

## Verzeichnis der ausgeführten Werke
- 1948 -
- Wandbilder für die August-Bebel-Schule in Stendal (Altmark)
  - Thema: „Aufbauarbeit“

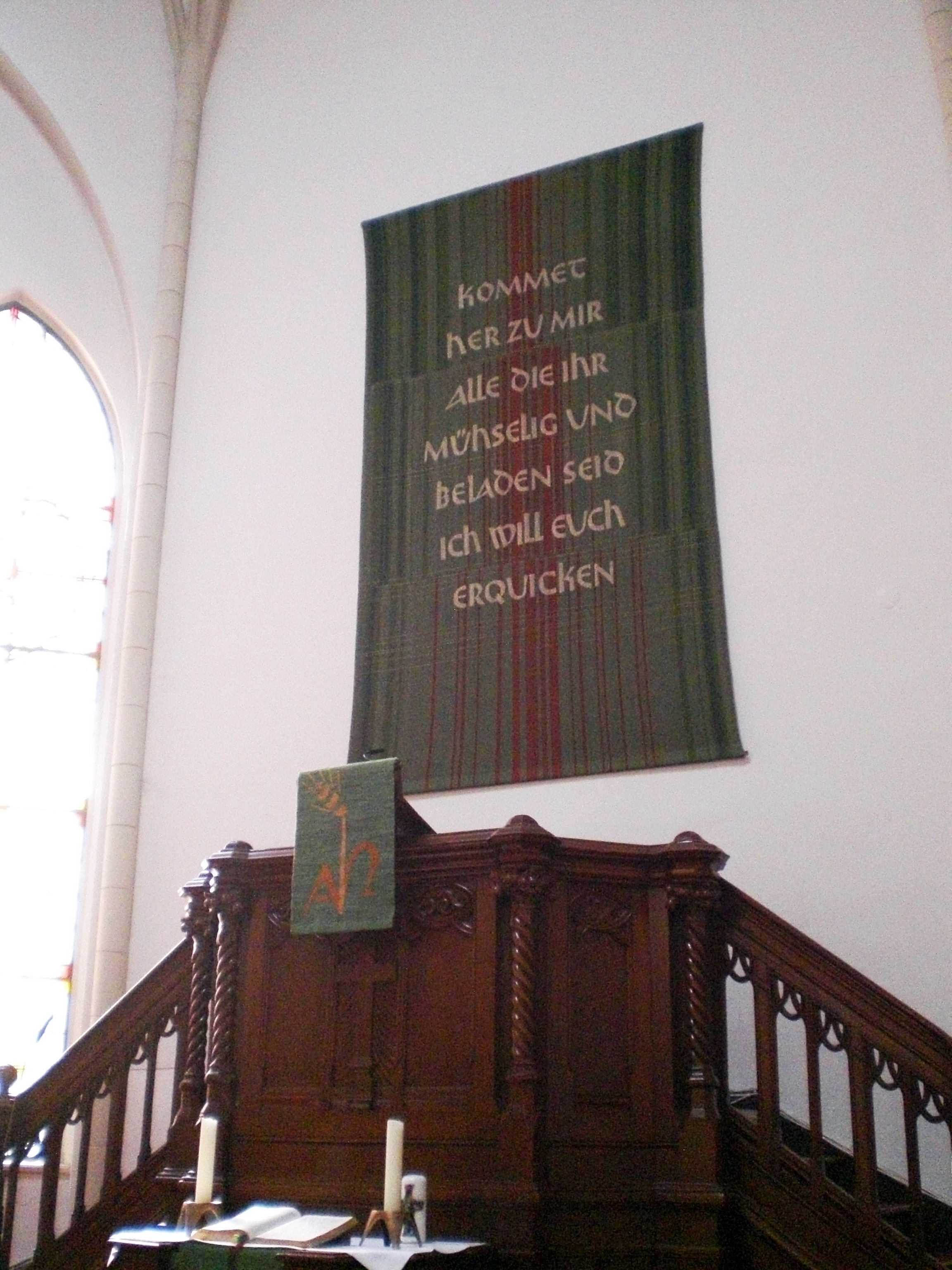
Altarwebteppich mit dem „Heilandsruf“ (1962) in der Christus-Kirche in Berlin-Kreuzberg

  - Entwurf für das Wandbild "Forschung und Lehre" (1948), Wilhelm-Wundt-Schule, Tangerhütte Reste des Sgraffito „Durchbrecher aller Bande“ nach dem Schwammbefall im Jahr 2014 in St. Nicolai in Magdeburg"Berufung Mose" (1955), farbiger Entwurf für das Turmfenster der evangelischen Friedenskirche in Wersen-Büren"Schöpfungszyklus" (1956), Fensterentwürfe für die Nikodemuskirche in Berlin-Neukölln„Christus als Herrscher über Gut und Böse“ (1956), Altarfenster in der Kreuzkirche in Magdeburg"Grablegung, Christi Himmelfahrt und Pfingstwunder" (1958), farbiger Entwurf für das Altarfenster der Marienkirche in Altlandsberg„Verklärung Christi auf dem Berg Tabor“ (1958), Apsisfenster in der Taborkirche in Berlin-Kreuzberg"Zwölftoriges Jerusalem" (1959), Fensterentwurf für die evangelische Kirche in Rothemühle„Der gekreuzigte Christus“ (1960), Rundfenster in der Dorfkirche in GorgastAltarwebteppich mit dem „Heilandsruf“ (1962) in der Christus-Kirche in Berlin-KreuzbergStatus: Die Wandbilder wurden nach 1961 wegen der Republikflucht des Künstlers übertüncht.[1]

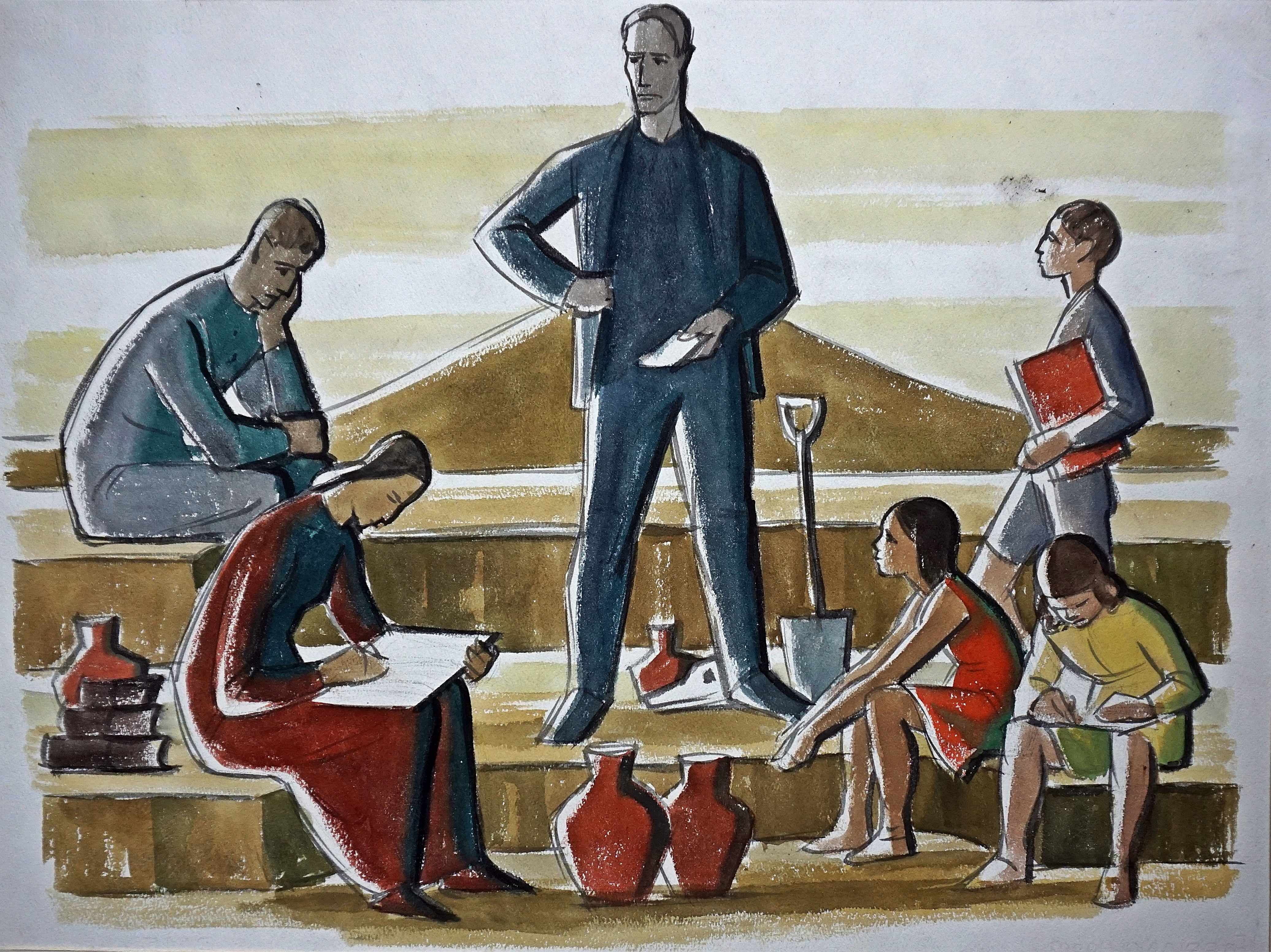
Entwurf für das Wandbild "Forschung und Lehre" (1948), Wilhelm-Wundt-Schule, Tangerhütte

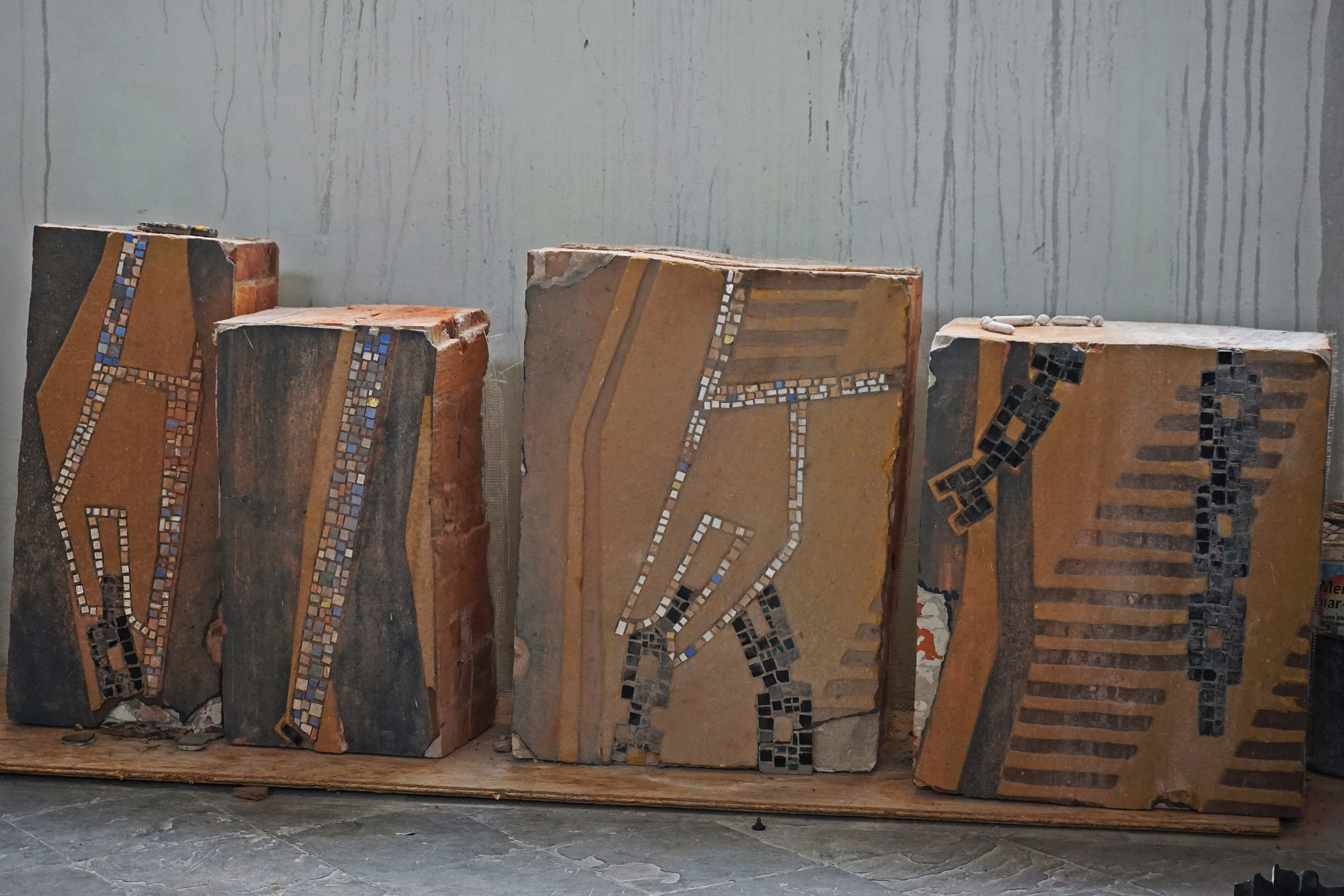
Reste des Sgraffito „Durchbrecher aller Bande“ nach dem Schwammbefall im Jahr 2014 in St. Nicolai in Magdeburg

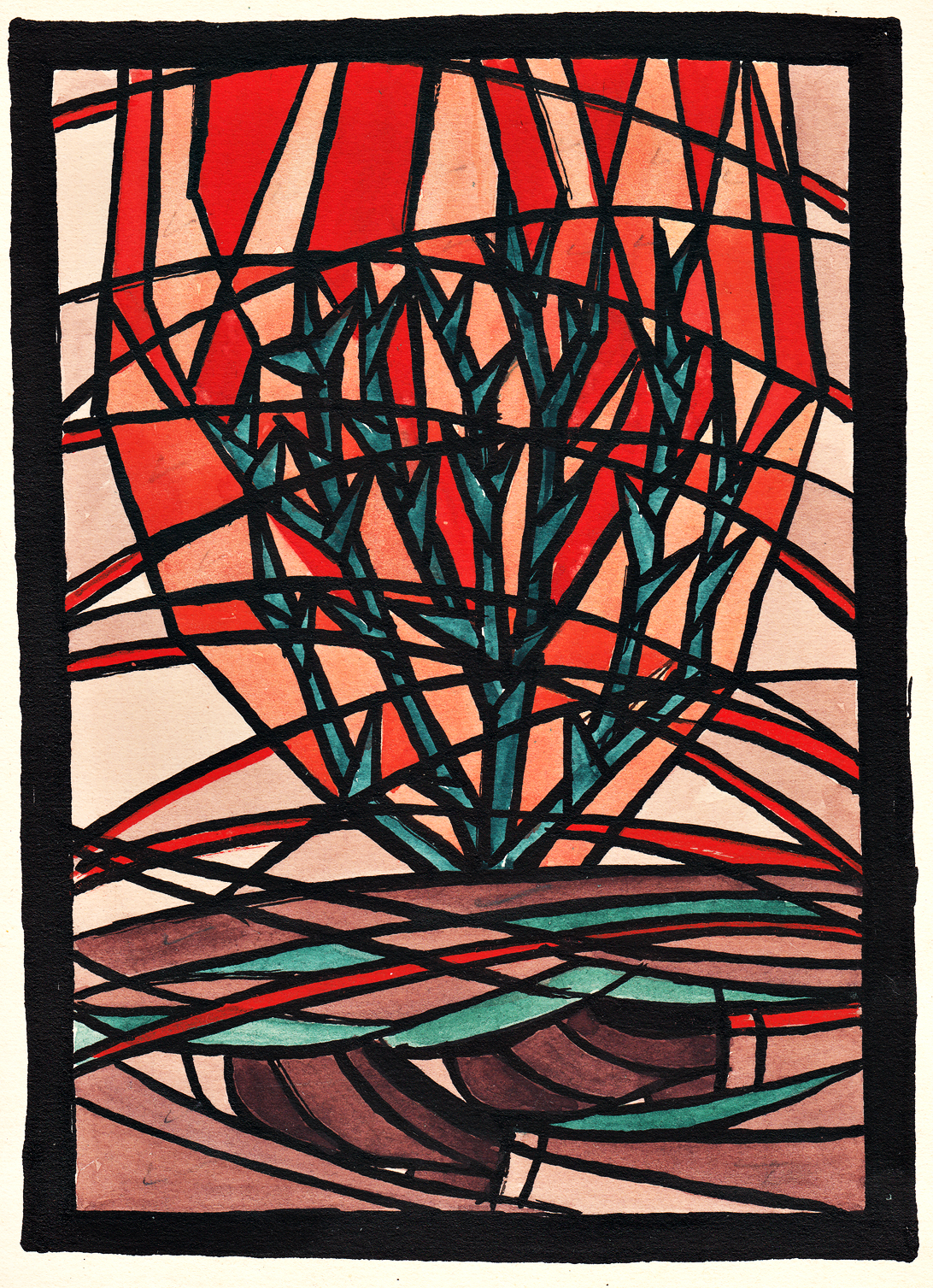
"Berufung Mose" (1955), farbiger Entwurf für das Turmfenster der evangelischen Friedenskirche in Wersen-Büren

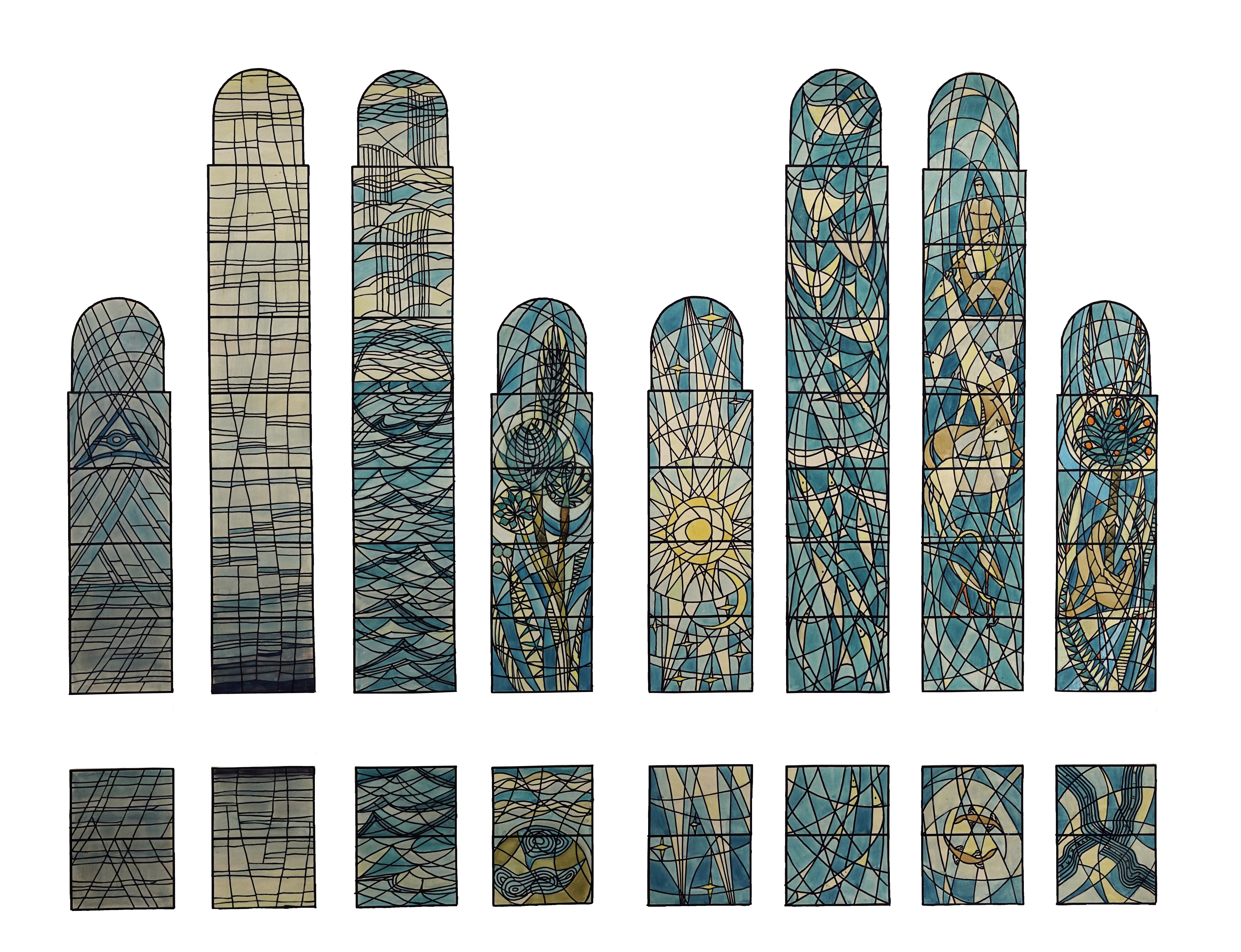
"Schöpfungszyklus" (1956), Fensterentwürfe für die Nikodemuskirche in Berlin-Neukölln

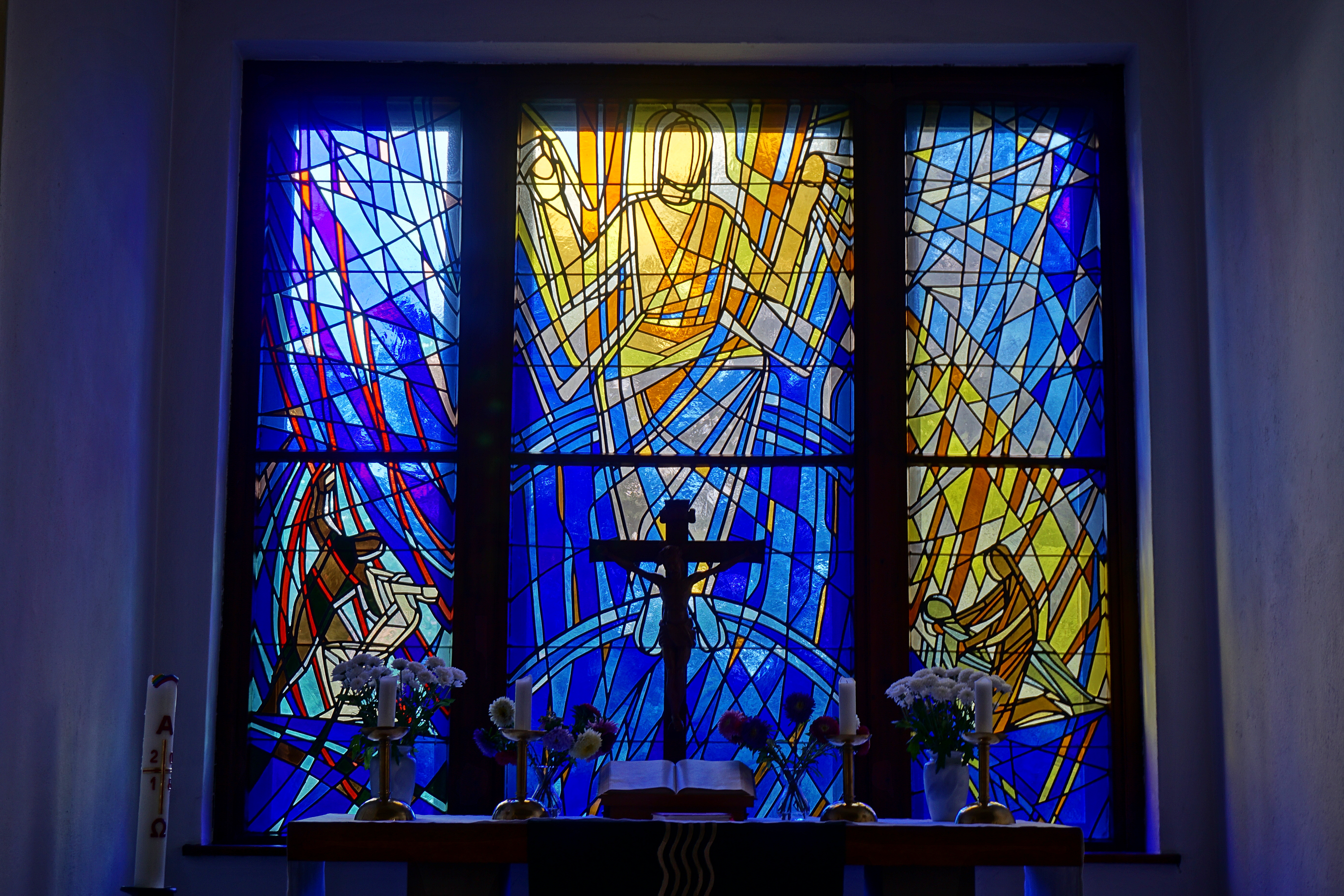
„Christus als Herrscher über Gut und Böse“ (1956), Altarfenster in der Kreuzkirche in Magdeburg

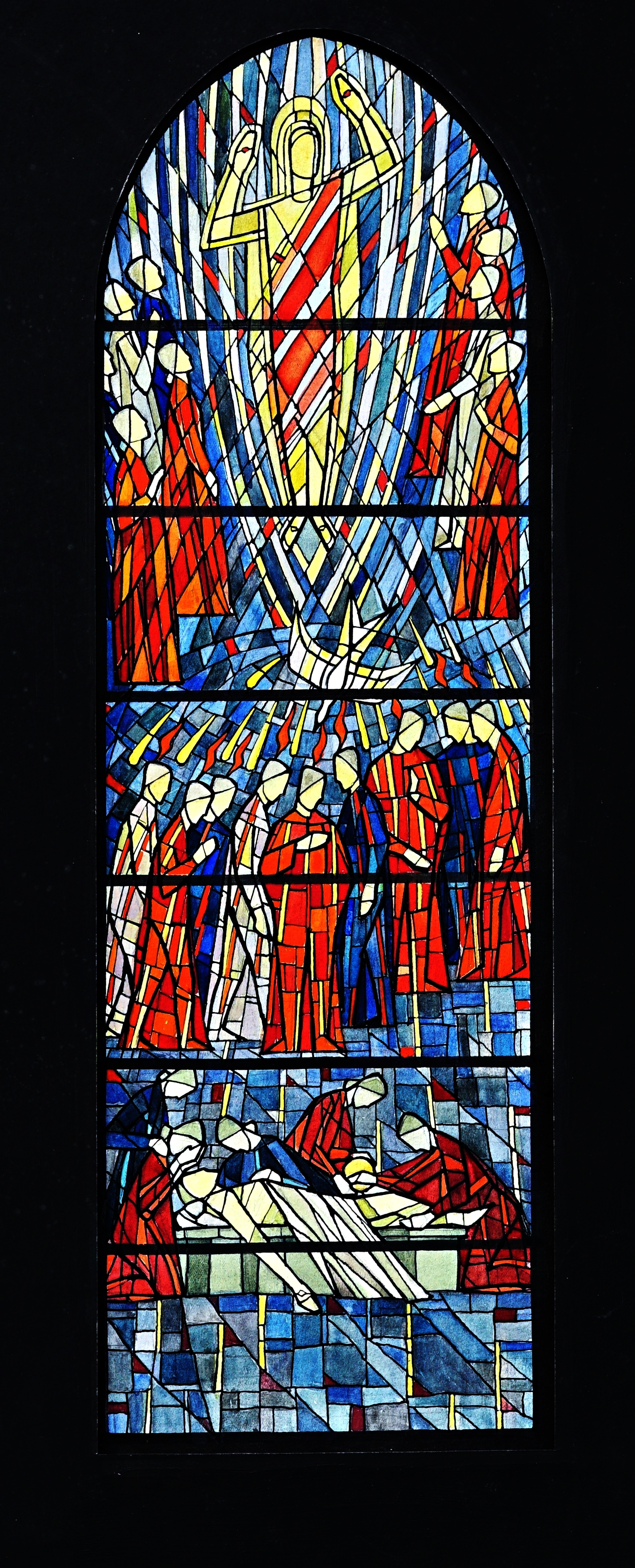
"Grablegung, Christi Himmelfahrt und Pfingstwunder" (1958), farbiger Entwurf für das Altarfenster der Marienkirche in Altlandsberg

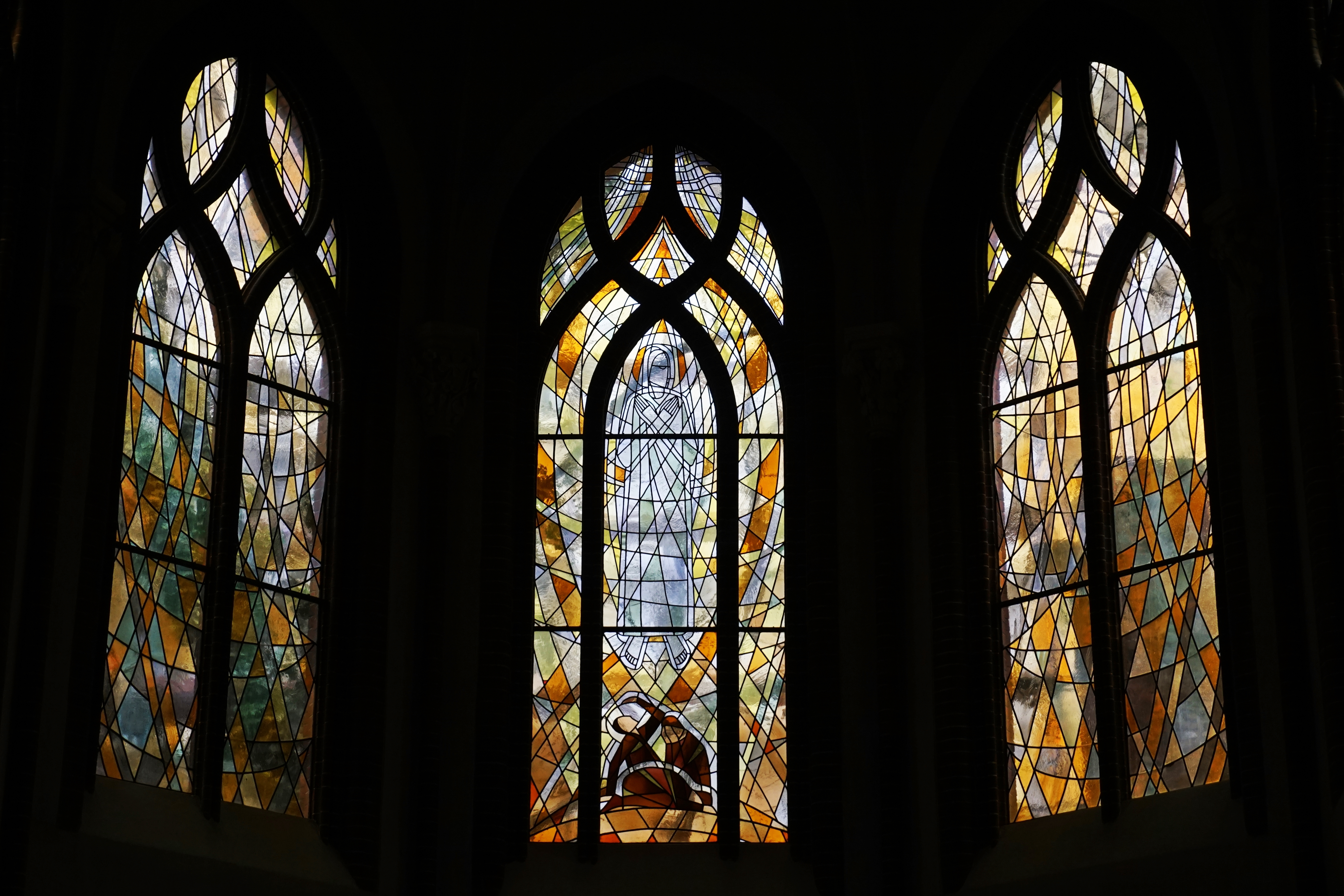
„Verklärung Christi auf dem Berg Tabor“ (1958), Apsisfenster in der Taborkirche in Berlin-Kreuzberg

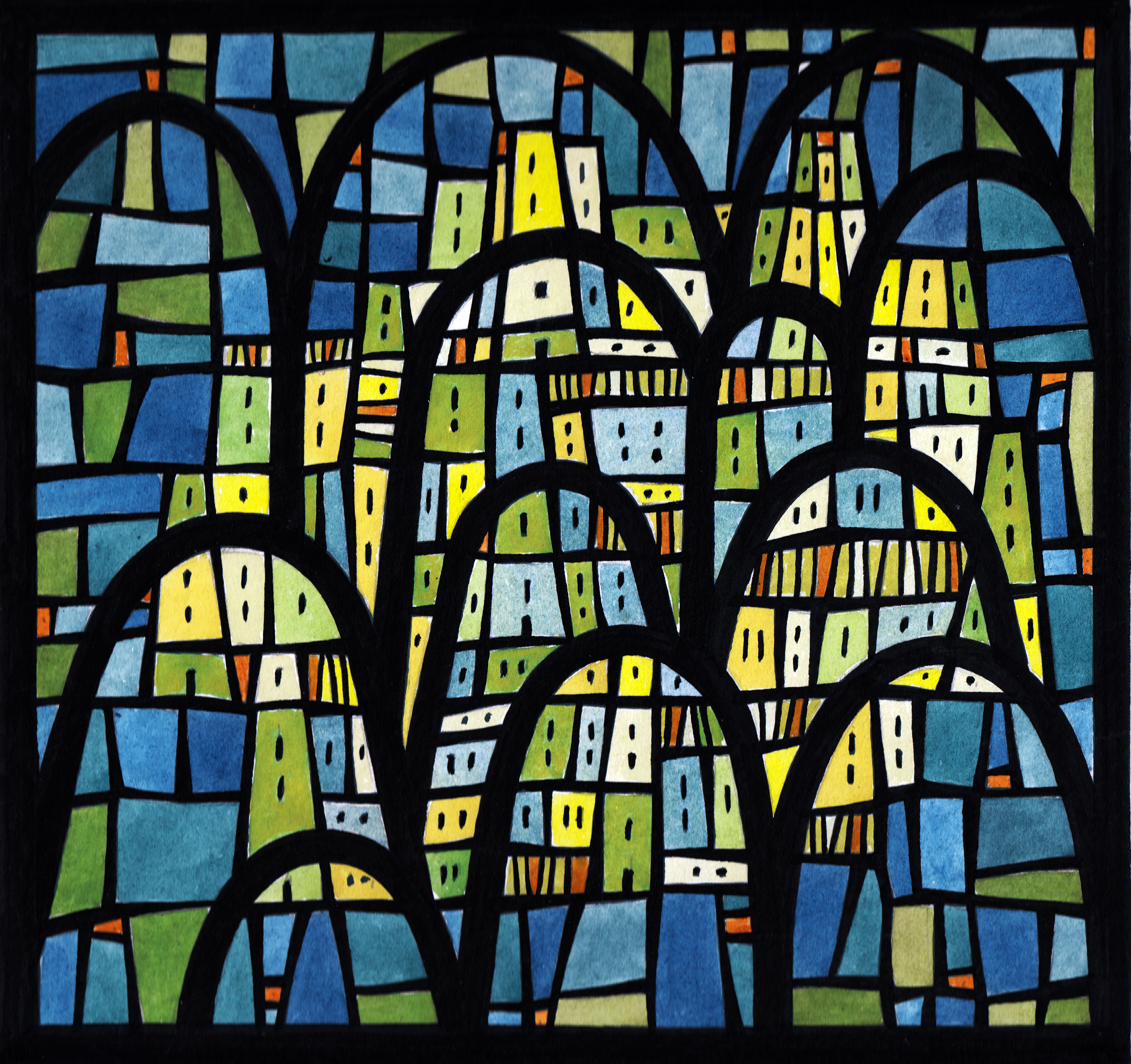
"Zwölftoriges Jerusalem" (1959), Fensterentwurf für die evangelische Kirche in Rothemühle

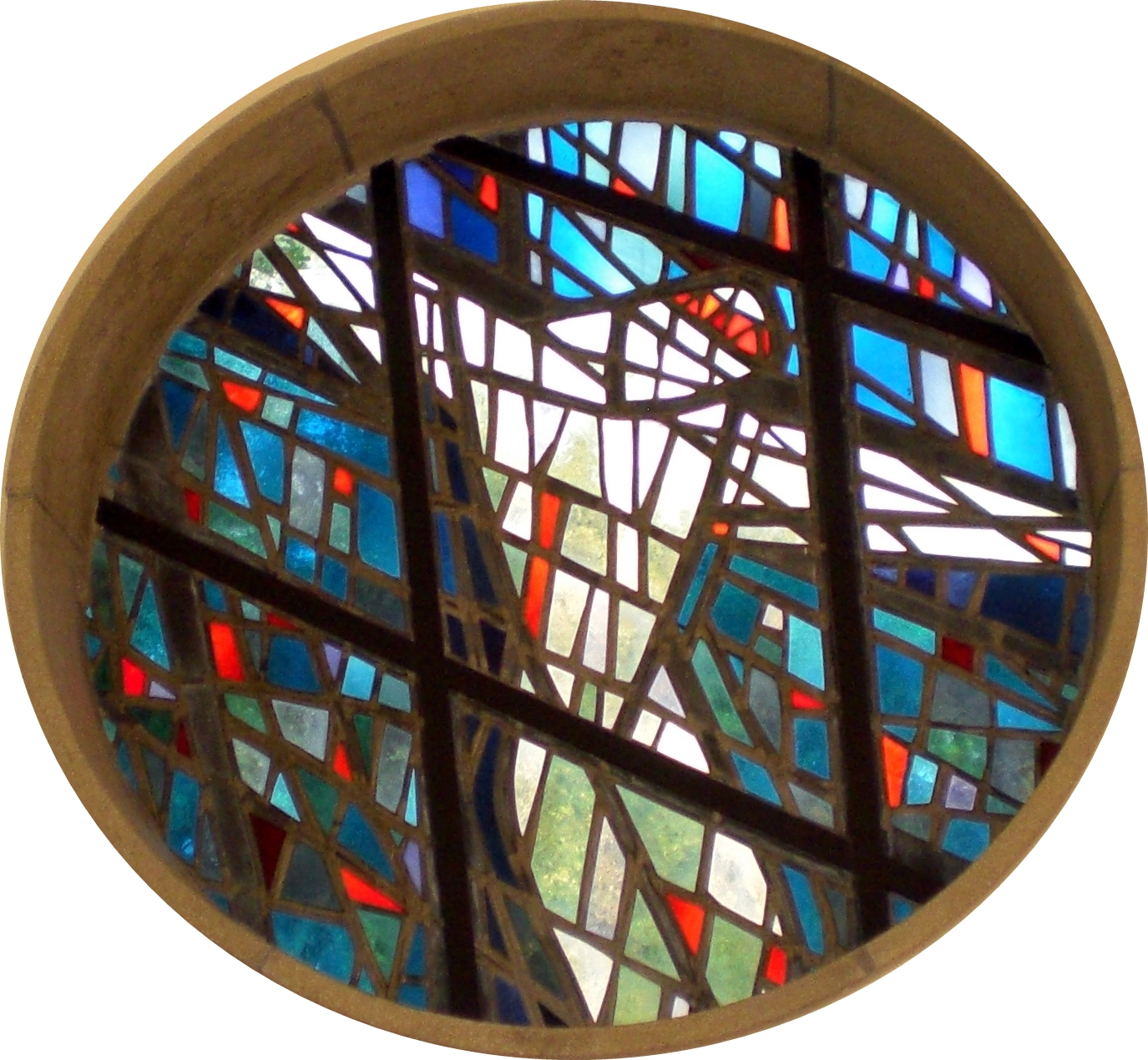
„Der gekreuzigte Christus“ (1960), Rundfenster in der Dorfkirche in Gorgast

- Vier Wandbilder für die Wilhelm-Wundt-Schule in Tangerhütte (Altmark)
  - Themen: „Industriearbeit“, „Landwirtschaft“, „Forschung und Lehre“, „Kunst“
  - Status: Die Wandbilder wurden nach 1961 wegen der Republikflucht des Künstlers übertüncht.[1]

- 1954 -
- Fenster für die evangelische Dorfkirche in Sachau (Altmark)
  - Thema: „Der ungläubige Thomas“ nach Joh. 20, 24-29
  - Status: Das Fenster ist vor Ort und gut erhalten.

- Sgraffito für die evangelische Kirche St. Nicolai in Magdeburg
  - Thema: Christus als „Durchbrecher aller Bande“[6] nach EG 388
  - Status: Wegen Schwammbefalls ist seit 2014 nur noch ein kleiner zentraler Teil des Werkes in vier Bruchstücken erhalten, der im Vorraum der Kirche einen „Ehrenplatz“[17] bekommen soll.

- Applikationsteppich für die evangelische Schifferkirche (heute: Versöhnungskirche) in Riesenbeck (Münsterland)
  - Thema: „Christus stillt den Sturm“ nach Mk. 4, 35-41
  - Status: Nach einer Grundsanierung der Kirche im Jahr 2003[18] wurde der Teppich durch ein Kreuz ersetzt und ist seitdem verschollen.

- 1955 -
- Altarteppich für das Andreas-Haus der ehemaligen evangelischen St.-Andreas-Gemeinde in Berlin-Friedrichshain
  - Thema: Schriftzug „Mir ist gegeben alle Gewalt im Himmel und auf Erden“ (Mt. 28, 18)
  - Status: Im Zuge einer Renovierung im Jahr 1997 wurde der Teppich abgenommen und durch einen anderen ersetzt und ist seitdem verschollen.

- Drei Fenster für die evangelische Friedenskirche in Wersen/Büren (Westfalen)
  - Thema des Doppelfensters unterhalb der Empore: „Baum der Erkenntnis“ nach Gen. 2, 4b - 3, 24
  - Thema des Turmfensters: „Berufung Mose“ nach Ex. 3
  - Status: Der Innenraum der Kirche wurde 2005 grundlegend umgebaut.[19] Alle drei Johl’schen Fenster sind dabei erhalten geblieben. Während sich das Turmfenster an Ort und Stelle befindet, wurden die Doppelfenster ausgebaut und in die Sakristei versetzt. Die Fenster wurden 2017 vom Baureferat Westfalen inventarisiert.

- Fenster für die evangelische Dorfkirche in Neuholland (Oberhavel)
  - Thema: Christus-Zyklus
  - Linke Seite (von oben nach unten): „Geburt Christi“, „Taufe am Jordan“, „Bergpredigt“
  - Rechte Seite (von unten nach oben): „Erweckung des Lazarus“, „Kreuzigung“, „Auferstehung“
  - Status: Die Fenster sind vor Ort und gut erhalten.

- 1956 -
- Drei Fenster für den ehemaligen katholischen Gemeinderaum in Lüderitz (Altmark)
  - Thema: Petrus, Paulus, griechisches Christussymbol „ΧΡ“
  - Status: Der Gemeinderaum wurde bis 1973 der katholischen Kirche privat zur Verfügung gestellt. 1998 wurde das Grundstück verkauft. Seitdem fehlt von den Johl’schen Fenstern jede Spur.

- Fünfteilige Fensterwand im Kirchenschiff und ein Fenster neben dem Altar für die evangelische Gnadenkirche in Albersloh (Münsterland)
  - Thema: farbige Ornamente
  - Status: Die Fenster sind vor Ort und gut erhalten.

- 16 Fenster für die evangelische Nikodemuskirche in Berlin-Neukölln[8][20]
  - Thema: Schöpfungszyklus nach Gen. 1; 2, 8ff.
  - Status: Die Fenster wurden beim Umbau der Kirche 1988 bewusst zerstört und durch klare Verbundglasfenster ersetzt.[21]

- Dreiteiliges Altarfenster für die evangelische Kreuzkirche in Magdeburg
  - Thema: „Kain erschlägt Abel“ (Gen. 4, 1ff.), „Christus als Herrscher über Gut und Böse“, „Barmherziger Samariter“ (Luk. 10, 25-36)
  - Status: Das Fenster ist vor Ort und gut erhalten.

- Drei Fenster für die evangelische Christuskirche in Ostbevern (Münsterland)
  - Thema: Glaubensbekenntnis: „Erschaffung Adams“ (Schöpfung), „Christus am Kreuz“ (Erlösung), „Pfingstwunder“ (Heiligung)
  - Status: Die Fenster sind vor Ort, gut erhalten und wurden 2003 vom Baureferat Westfalen inventarisiert.

- Altarwebteppich für das Gemeindehaus der evangelischen Kirche in Rochau (Altmark)
  - Thema: „Der Herr reinigt die Lippen Jesajas mit glühenden Kohlen“ nach Jes. 6, 5
  - Status: Der Teppich ist verschollen.

- Dreiteiliges Altarfenster für die Heilig-Geist-Kirche der Selbständigen Evangelisch-Lutherischen Kirche (SELK) in Berlin-Spandau
  - Themen: „Mariae Verkündigung“, „Geburt Christi“, „Taufe am Jordan“
  - Status: Die Fenster sind vor Ort und gut erhalten.

- 1958 -
- Altarfenster für die evangelische Kirche St. Marien in Altlandsberg bei Berlin
  - Themen (von unten nach oben): „Grablegung“, „Ausgießung des Heiligen Geistes“, „Christi Himmelfahrt“
  - Status: Das Fenster ist vor Ort und gut erhalten.

- Apsisfenster für die evangelische Taborkirche in Berlin-Kreuzberg
  - Thema: „Verklärung Christi auf dem Berg Tabor“ nach Mt. 17
  - Status: Das Fenster ist vor Ort und gut erhalten.

- Vier Fenster für die evangelische Kirche in Ratzdorf (Landkreis Oder-Spree)
  - Thema: farbige Ornamente
  - Status: Die Fenster sind vor Ort und gut erhalten.

- 1959 -
- Zwei Fenster für die evangelische Heilig-Geist-Kirche in Beelen (Münsterland)
  - Themen: „Ausgießung des Heiligen Geistes“, „Fischzug“
  - Status: Die Fenster sind vor Ort, aber einige Scheiben beschädigt. Das Gebäude wurde 2015 als Kirche entwidmet.[22] Das weitere Schicksal des Gebäudes und der Fenster ist derzeit ungewiss.

- Drei Fenster für die evangelische Auferstehungskirche in Seppenrade (Münsterland)
  - Themen: „Speisung der 5000“ (Joh. 6), „Christus der große Fisch“, „Hochzeit zu Kana“ (Joh. 2, 1-12)
  - Status: Die Fenster sind vor Ort und gut erhalten.

- Ein Altarteppich, zwei Fensterfronten für den Gemeindesaal und ein rundes Tauffenster für das evangelische Martin-Luther-Haus in Bierde (Minden-Lübbecke)
  - Thema des Altarteppichs: „Die Erscheinung Christi auf Pathmos“ nach Offb. 1, 12
  - Thema der Gemeindesaalfenster: farbige Ornamente
  - Thema des runden Tauffensters: griechisches Christussymbol „ΧΡ“ und Fisch
  - Status: Altarteppich und Fenster sind vor Ort und gut erhalten.

- Ein Fenster und ein Altarteppich für die evangelische Kirche in Rothemühle (Sauerland)[23]
  - Thema des Fensters: „Das Zwölftorige Jerusalem“ nach Offb. 21
  - Thema des Altarteppichs: „Tod und Auferstehung Christi“
  - Status: Fenster und Altarteppich sind vor Ort, gut erhalten und wurden 2008 vom Baureferat Westfalen inventarisiert.

- Drei Altarfenster für die evangelische Dorfkirche Kirche in Göritz (Uckermark)
  - Thema: farbige Ornamente
  - Status: Die Fenster sind vor Ort und gut erhalten.

- 1960 -
- Ein Rundfenster für die evangelische Dorfkirche in Gorgast (Oderbruch)
  - Thema: „Der gekreuzigte Christus“
  - Status: Das Fenster ist vor Ort und gut erhalten.

- Gewebte und teils bestickte, teils mit Applikationen versehene Altar- und Kanzelbehänge für ein komplettes Kirchenjahr für die evangelische Martin-Luther-Kirche in Gütersloh (Westfalen)[24]
  - Adventszeit (violett): brennende Öllampe (Altarbehang), Ankerkreuz (Kanzelbehang)
  - Weihnachten (weiß): Evangelistensymbole (Altarbehang), Buchstaben JHS (Kanzelbehang)
  - Passionszeit (violett): Der Pelikan füttert seine Jungen mit dem eigenen Blut (Altarbehang), Dornengeflecht (Kanzelbehang)
  - Pfingsten und Reformation (rot): Schiff mit geblähtem Segel (Altarbehang), Taube mit Nimbus (Kanzelbehang)
  - 1. Hälfte Trinitatiszeit (grün): drei Ähren (Altarbehang), Kelch (Kanzelbehang)
  - 2. Hälfte Trinitatiszeit (grün): Weinstock mit Trauben (Altarbehang), griechisches Christussymbol „ΧΡ“ (Kanzelbehang)
  - Karfreitag und Ewigkeitssonntag (schwarzgrau): Das Lamm Gottes (Altarbehang), Kreuzesinschrift INRI (Kanzelbehang)
  - Status: Alle Paramente sind vor Ort eingelagert und gut erhalten.

- Putzmosaik für den Vorraum des Direktionszimmer im Verwaltungsgebäude des Bauunternehmens Anton Schmittlein in Berlin-Charlottenburg[25]
  - Thema: „Bauarbeit“
  - Status: Das Mosaik befindet sich vor Ort und ist gut erhalten.

- 1962 -
- Ein Altarteppich für die methodistische Christus-Kirche in Berlin-Kreuzberg
  - Thema: Schriftzug „Kommet her zu mir alle, die ihr mühselig und beladen seid, ich will euch erquicken“ (Mt. 11, 25 ff.)
  - Status: Der Webteppich ist vor Ort und gut erhalten.